# 山田雅史
山田 雅史 （やまだ まさふみ、1976年 - ）は、日本の映画監督。京都市出身。

## 人物
京都高等工芸専門学校（現・京都芸術高等学校）にて絵画、デザインを学び卒業後、ビジュアルアーツ専門学校大阪へ入学。映画製作を始める。在学中は主に短編を製作。卒業後、自主製作の初の長編『RIDDLE』が大阪でレイト上映される。続く長編『つぶろの殻』が「第26回ぴあフィルムフェスティバル」にて観客賞を受賞。その後、バンクーバー国際映画祭、釜山国際映画祭、サラエヴォ映画祭等数多くの映画祭にて上映され絵画的映像センスとシュールで独創的な世界観が高い評価を受ける。
2005年に、大阪市映像文化振興事業シネアスト・オーガニゼーション大阪から助成金を受け、『堤防は洪水を待っている』を監督。その後『ほんとうにあった怖い話』シリーズ計4本を監督。2009年公開作品川村ゆきえ主演、『ひとりかくれんぼ 劇場版』を監督。本作が商業映画デビュー作となる。その後『ひとりかくれんぼ 新劇場版』を監督し、2011年にはシマフィルム製作、『天使突抜六丁目』が公開、翌年には『×ゲーム２』が公開された。さらに2015年には生駒里奈が初主演を務めた『コープスパーティー』2016年には続編となる『コープスパーティーBook of Shadows』が公開。また2020年には伊藤健太郎『虹男』や黒羽麻璃央『たもつん』等の朗読劇の演出を手掛けるなどジャンルを問わず幅広く活動している。その他、2021年にはAKB48小栗有以、倉野尾成美主演オムニバスホラー『未成仏百物語』。2022年、WEBドラマ『恋、しよう』等がある。

## 作品

### 映画
- RIDDLE（2001年、監督・脚本）
- つぶろの殻（2004年、監督・脚本）
- 堤防は洪水を待っている（2005年、監督）
- ひとりかくれんぼ 劇場版（2009年、監督）
- ひとりかくれんぼ 新劇場版（2010年、監督）
- 天使突抜六丁目（2011年、監督）
- ×ゲーム2（2012年、監督）
- トイレの花子さん 新劇場版（2013年、監督）
- リアル人狼ゲーム（2013年、監督）
- コープスパーティー（2015年、監督）[1]
- コープスパーティー Book of Shadows (2016年、監督）[2]
- 東映 presents HKT48×48人の映画監督たち「エリマキ男とボク少女」（2017年、監督）※短編映画[3]
- 黒看（2018年、監督・編集・共同脚本）
- ほぼ日の怪談（2020年、監督・編集・共同脚本）
- 未成仏百物語（2021年、監督・編集・共同脚本）
- ヒッチハイク（2023年、監督）

### 出演
- いくつになってもやりたい男と女（2007年、いまおかしんじ監督）

### ビデオ
- ほんとうにあった怖い話 第十夜「憑依」（2008年、監督）
  - ほんとうにあった怖い話第十一夜「闇サイト」（2008年、監督）
  - ほんとうにあった怖い話第十二夜「呪い」（2008年、監督）
  - ほんとうにあった怖い話第十四夜「神隠し」（2009年、監督）
- リアル肝試し（2008年、監督）

### その他
- ビヨンセ日本版PVキャンペーン映像（2014年、監督・編集）
- Start Your Live 谷山紀章MV（2017年、監督・編集）
- 虹男（2020年、演出／伊藤健太郎朗読劇）
- たもつん（2020年、演出／黒羽麻璃央オンライン朗読劇）
- 恋、しよう（2022年、監督／てっちゃん【レイクレ】柚来しいな出演WEBドラマ）